# Адамув (гмина, Лукувский повет)
Адамув (пол. Adamów) — сельская гмина (волость) в Польше, входит как административная единица в Лукувский повет, Люблинское воеводство. Население — 5815 человек (на 2004 год).

## Сельские округа
1. Адамув
2. Будзиска
3. Домбрувка
4. Фердынандув
5. Гулув
6. Хеленув
7. Хордзежка
8. Калиновы-Дул
9. Коножатка
10. Липины
11. Собиска
12. Тужиство
13. Владыславув
14. Воля-Гуловска
15. Закемпе
16. Журавец
17. Наталин

## Соседние гмины
1. Гмина Езожаны
2. Гмина Кшивда
3. Гмина Новодвур
4. Гмина Серокомля
5. Гмина Уленж
6. Гмина Войцешкув